# 애슐린 예니
애슐린 예니(Ashlynn Yennie, 1985년 5월 15일 ~ )는 미국의 배우이다.

## 출연 작품
- 파나시아 (2020)
- 고스트 앤드 웨일 (2017)
- 더 디보스 파티 (2014)
- 스크리블러 (2014)
- 휴먼 센티피드 2 (2011)
- 휴먼 센티피드 (2009)